# American Life League
Die American Life League (ALL) ist eine christlich-konservative Anti-Abtreibungsorganisation in den USA. Sie steht in Opposition zur Geburtenkontrolle, der Stammzellenforschung und der Sterbehilfe. Obwohl sie sich selbst als eine katholische Organisation bezeichnet, ist sie keine offizielle Organisation der katholischen Kirche. Präsidentin und Mitbegründerin der 1979 gegründeten Organisation ist Judie Brown. Das Hauptquartier der Organisation liegt in Stafford, Virginia.
Die Organisation gehört zum „no exception“ (keine Ausnahme) Lager der Anti-Familienplanungs-Bewegung. Abtreibungen sollen demnach weder bei Gefahr für das Leben der Schwangeren, noch bei Vergewaltigung oder Inzest erlaubt sein. Dasselbe gilt für alle Formen der Geburtenkontrolle. Sie steht in vielen Positionen der evangelikalen Rechten nahe.
Wegen ihrer extremen Positionen und ihrer Propagandamethoden wird die Organisation von anderen katholischen Organisationen und selbst von anderen Anti-Abtreibungsorganisationen kritisiert. So kritisierten Catholics United und Catholics in Alliance for the Common Good anlässlich der Opposition der von ALL unterstützten Demonstrationen rechter Organisationen gegen die Gesundheitsreform in den USA die Verwendung des Slogans „Bury Obamacare with Kennedy“ (der langjährige Senator, praktizierende Katholik und vehemente Befürworter der Gesundheitsreform Edward Kennedy war kurz vor der Behandlung der Gesundheitsreform im US-Kongress gestorben) und das Verbreiten von Desinformation als Peinlichkeit für die katholische Gemeinschaft.
Assoziierte Organisationen oder Unterorganisationen der ALL sind neben einem Netzwerk von lokalen Anti-Familienplanungs-Organisationen Rock for Life, STOPP, Crusade for the Defense of Our Catholic Church und das American Bioethics Advisory Commission.